# Bohem
Bohem je slovenska rock skupina (tudi simfonični rock). Člani skupine prihajajo z vseh koncev Slovenije, ustvarjajo pa v Trbovljah. Skupino sestavlja 5 članov: Ian Ostrožnik (vokal), Simon Šubic, (kitara), Dejvi Kotar (bas kitara), Manca Pinterič (klaviature) in Luka Pate (bobni).   
Svoj prvenec Življenje ni zločin so izdali leta 2004 pri založbi Melopoja. Najuspešnejše skladbe s te plošče so Kraljica sanj (z Laro Baruco), Deveti junij, Kri, Boem, On je jaz.
Videospot za skladbo Deveti junij je režiral Mitja Okorn. Bohem so takrat kot edini slovenski izvajalec dobili možnost, da spot posnamejo v Ljubljanski Operi.
Leta 2008 je izšel drugi album z naslovom Manifest ljubezni. Najuspešnejše skladbe z albuma so bile Romanca, Dan za vas, Vest in Kič.
Leta 2011 je skupino sredi snemanja 3. albuma zapustil kitarist Marjan Kotnik. Skupini se je pridružil kitarist Simon Šubic.
3. album Na drugem bregu (album) je bil izdan januarja 2014. Najuspešnejše skladbe z albuma so bile Polja mladih let, Vse že imaš, Moje, Nihče iz vesolja, Na drugem bregu, December.
Leta 2017 so Bohem izdali 2 skladbi podkrepljeni z videospoti, to sta bili Balada o njej in V Ljubljani, leto kasneje (2018) pa še Značaj in Moja dežela, za kateri so prav tako posneli videospota. Še pred snemanjem videospota za skladbo Moja dežela je skupino zapustil bobnar Damir Pavlič. Nasledil ga je Luka Pate. 
Konec marca 2022 so Bohem izdali skladbo Mi smo še vedno tu, septembra pa Ostani blizu.
Januarja 2023 so izdali skladbo Proti toku, ki je napovedala istoimenski album.     
22. 3. 2023, na svetovni dan voda, so Bohem po osmih letih izdali 4. studijski album Proti toku.    
Junija 2023 so izdali skladbo Pesem ptic selivk, singel z zadnjega albuma.        
Sredi februarja 2024 se je skupina razšla z dolgoletnim pevcem Maticem Jeretom.
22. 5. 2024 so člani skupine sporočili, da je njihov nov vokalist Ian Ostrožnik. Izdali so skladbo Kaj vse bi dal.         

## Zasedba
| Član           | Glasbilo                        |
| -------------- | ------------------------------- |
| Ian Ostrožnik  | vokal                           |
| Simon Šubic    | kitara, spremljevalni vokal     |
| Manca Pinterič | klaviature, spremljevalni vokal |
| Dejvi Kotar    | bas kitara                      |
| Luka Pate      | bobni, tolkala                  |

## Diskografija
- Življenje ni zločin (2004)
- Manifest ljubezni (2008)
- Na drugem bregu (2014)
- Proti toku (2023)